# Fx0
Fx0 LGL25（エフエックスゼロ エルジーエル ニーゴ）は、韓国のLGエレクトロニクス（輸入発売元：LGエレクトロニクスジャパン）によって日本国内向けに開発された、auブランドを展開するKDDIおよび沖縄セルラー電話の第3.5世代移動通信システム（au 3G）、および第3.9世代移動通信システム（au 4G LTE）対応スマートフォンである。

## 概要
日本国内における通信事業者が一般向けに販売する機種（音声端末）としては唯一となるFirefox OS搭載端末で、製品デザインは吉岡徳仁が担当した。
デザインの特徴として基盤が見えるスケルトンボディを採用しており、ホームボタンにはFirefoxのエンブレムが刻印されている。背面は取り外しができるカバーとなっており、この背面カバーは3Dプリンタデータとして配信されている。
また、プリインストールアプリとして基本的なスマートフォンと同じようにLINEやFacebookなどがプリインストールされているほか、自分好みのロック画面をデザインできる「Framin」がプリインストールされている。
なお、ワンセグ／フルセグ・おサイフケータイ・赤外線通信・VoLTE（au VoLTE）・CA（LTE-Advanced）・WiMAX2+などには対応しておらず、防水・防塵性能も装備されていない。
キャッチコピーは「ウェブ新世紀ハジマル」、および「さぁ、何つくる?」。

## 沿革
- 2014年12月23日 - KDDI、およびLGエレクトロニクスジャパンより公式発表。
- 2014年12月25日 - KDDI直営店（au SHINJUKU、au NAGOYA、au OSAKA、au FUKUOKA）及びau Online Shopにて先行販売開始[3]。
- 2015年1月6日 - 全国のauショップ、及びPiPitを含む全国のトヨタディーラー各店、その他家電量販店にて順次販売開始。
- 2015年9月 - 全国のauショップ、及びPiPitを含む全国のトヨタディーラー各店にて販売終了。

## 搭載アプリ
- au災害対策
- Facebook
- Framin
- iWnn IME
- LINE
- LockScreens
- NAVITIME

## 主な機能
※PC向けWebブラウザが標準装備されている。携帯向けサイト(EZWeb)は他のスマートフォンやPCと同じく閲覧不可。
| 主な機能・対応サービス                                                  | 主な機能・対応サービス                                                                                        | 主な機能・対応サービス                  | 主な機能・対応サービス         |
| ----------------------------------------------------------------------- | --- | --------------------------------------- | ------------------------------ |
| auウィジェット Webブラウザ                                              | LISMO! for Android LISMO WAVE ハイレゾ音源再生プレイヤー （最大192kHz/24bit） メディアプレイヤー （動画対応） | おサイフケータイ NFC おくだけ充電（Qi） | ワンセグ フルセグ DLNA/DTCP-IP |
| au one メール PCメール Gmail EZwebメール                                | デコレーションメール デコレーションアニメ                                                                     | Friends Note                            | PCドキュメント                 |
| au Smart Sports Run & Walk Karada Manager ゴルフ(web版) Fitness、歩数計 | GPS 方位計 | au oneナビウォーク au one助手席ナビ     | au one ニュースEX au one GREE  |
| かんたんメニュー じぶん銀行                                             | 緊急速報メール                                                                                                | Bluetooth                               | 無線LAN機能 (Wi-Fi)            |
| 赤外線通信                                                              | WIN HIGH SPEED au 4G LTE （CA非対応）                                                                         | グローバルパスポート                    | auフェムトセル                 |
| microSDHC microSDXC(〜64GB)                                             | モーションセンサー(6軸)                                                                                       | 防水 防塵                               | 簡易留守録 着信拒否設定        |